# Symphonic Rain
Symphonic Rain (シンフォニック＝レイン?, Shinfonikku Rein) è una visual novel musicale giapponese prodotta dai Kogado Studio, inizialmente commercializzata in una edizione limitata il 26 marzo 2004 per il PC come parte di una serie di giochi "avventure musicali" sviluppati dal Kuroneko-san Team; l'edizione regolare seguì il 27 agosto 2004. Il gioco è adatto a tutte le età e contiene temi che riguardano le relazioni e i sentimenti.
Fu successivamente pubblicato a Taiwan, Singapore, Hong Kong e il resto della Cina dalla T-Time Technology, dalla Hangukujijjeu in Corea del Sud.
Una patch per tradurre il gioco in inglese è stata distribuita da TL Wiki il 18 marzo 2010.

## Trama
(Dal testo della canzone del filmato introduttivo)
Symphonic Rain prende luogo un'immaginaria città italiana chiamata "Piova", dove piove sempre. Gli abitanti si sono adattati allo strano fenomeno, e proseguono le loro vite come se la pioggia non ci fosse, senza nemmeno usare ombrelli. Il protagonista è Chris Vertin, un ragazzo di 17 anni che studia alla famosa Scuola Comunale di Musica Piova. Separato dalla fidanzata Arietta quando si è trasferito a Piova per studiare, si tiene in contatto con lei tramite lettere che gli arrivano ogni domenica. Scrivendo i suoi pensieri nelle lettere, Chris fa tesoro delle lettere di risposta perché ha promesso che quando il cassetto in cui le conserva sarà pieno, ritornerà da lei. La storia comincia alla fine di novembre, durante il terzo ed ultimo anno di scuola, pochi mesi prima dell'esame finale per diplomarsi. Dal momento che suona uno strumento, Chris necessita di trovare un partner che lo accompagni cantando mentre lui suona durante l'esame: una prestazione dal vivo sul palco della scuola di una canzone scritta da lui o dal partner.

## Personaggi

### Protagonisti
Chris Vertin (クリス・ヴェルティン?, Kurisu Verutin)
Doppiato da: Michio Miyashita (solo in Al Fine)
Il protagonista del gioco. È uno studente del terzo anno e suona il Fortell, una strumento simile al piano ma che viene influenzato dalle emozioni del suonatore. A parte Tortinita e Asino, non ha amici a scuola. Ha una personalità molto pacifica e ha intrapreso la scuola con la speranza di divenire un musicista professionista.
Tortinita Fine (トルティニタ・フィーネ?, Torutinita Fīne)
Doppiata da: Mai Nakahara
È l'amica d'infanzia di Chris, anch'essa studia alla scuola di musica, ma come cantante. È inoltre sorella gemella di Arietta. Come Chris è al terzo anno ed in procinto di sostenere l'esame finale. Il suo diminutivo è Torta.
Arietta Fine (アリエッタ・フィーネ?, Arietta Fīne)
Doppiata da: Mai Nakahara
È la sorella gemella di Tortinita e fidanzata di Chris. Non avendo particolari doti musicali, non studia a Piova, ma lavora nella sua città natale in una panetteria. Comunica tramite lettere con il fidanzato, aspettando il momento in cui tornerà da lui. Il suo diminutivo è Ari.
Falsita Fawcett (ファルシータ・フォーセット?, Farushīta Fōsetto)
Doppiato da: Masumi Asano
È l'ex presidente del consiglio degli studenti e una talentuosa cantante al terzo anno. Pur non essendo obbligata, è alla ricerca di un bravo suonatore di Fortell che la accompagni durante l'esame. È sempre molto impegnata, prestandosi a compiti aggiuntivi dati dagli insegnanti e lavorando part-time in un ristorante. Il suo diminutivo è Fal.
Liselsia Cesarini (リセルシア・チェザリーニ?, Riserushia Chezarīni)
Doppiata da: Fumiko Orikasa
È una solitaria e timida ragazza di 15 anni al primo anno di scuola. Ama il canto e si rifugia spesso in un vecchio edificio ormai inutilizzato della scuola per cantare. È inoltre figlia di Grave Cesarini, un famosissimo suonatore di Fortell. Il suo diminutivo è Lise.
Phorni (フォーニ?, Fōni)
Doppiato da: Hiroko Kasahara
È un piccolo esserino simile ad un pixie, alto circa 14 cm e con piccole ali traslucide. Nonostante le ridotte dimensioni canta come una persona normale, e nonostante le ali non può alzarsi in volo ma solo fluttuare. Phorni si dichiara una "fata della musica" e vive nella stanza in cui Chris alloggia. È anche in grado di scomparire quando vuole e il ragazzo è l'unico in grado di sentirla o toccarla. Ama ed è molto brava a cantare, per cui incita sempre Chris a suonare in modo che possa cantare insieme.

### Personaggi Secondari
Asino Altiele (アーシノ・アルティエーレ?, Āshino Arutiēre)
Doppiato da: Hayato Watanabe
È il migliore ed unico amico maschio di Chris. Si dimostra in generale come un buon amico e pare molto popolare con le ragazze. Anche lui come Chris suona il Fortell e necessita di trovare una cantante per sostenere l'esame finale.
Cordell (コーデル?, Kōderu)
Doppiata da: Yu Asakawa
È una severa, ma giusta, insegnante dalla buona reputazione della scuola. Segue personalmente Chris e Asino in lezioni private.
Grave Cesarini (グラーヴェ・チェザリーニ?, Gurāve Chezarīni)
Doppiato da: Kōichi Nagano
Un ricco e famoso musicista che suona il Fortell. È il padre di Liselsia, ma a differenza della figlia è molto severo e poco amichevole.
Ninna Fine (ニンナ·フィーネ?, Ninna Fīne)
Doppiata da: Michiru Wada
È la nonna di Arietta e Tortinita. Venne a vivere a Piova alcuni anni prima perché ama la musica. In questo modo, fornisce anche alloggio a Tortinita. Conosce molto bene Chris poiché prima di trasferirsi lui e le gemelle Fine passavano da lei diverso tempo. Sebbene ormai molto vecchia e quasi cieca, è molto brava a cucinare.

## Modalità di gioco
Come la maggior parte delle visual novel, la giocabilità Symphonic Rain consiste nel leggere il testo accompagnato dalle immagini dei personaggi e da fondali fissi, effettuando alcune scelte che andranno a influenzare la storia.
In certi punti della storia, il gioco entra in un minigioco in cui il giocatore dovrà suonare, in modo simile ad altri giochi come Guitar Hero. Nella parte alta dello schermo ci sarà un video che accompagna la canzone o l'eventuale cantante del pezzo che si sta suonando, nella parte bassa, su un pentagramma, scorreranno le note da suonare al momento adatto, premendo il tasto corretto sulla tastiera.
In base a quanto bene si è suonato, si influenzerà la prestazione del protagonista, dando luogo a commenti diversi di chi ascolta e nel finale anche il risultato di un "Good Ending" o "Bad Ending". Dopo averle suonate durante il proseguire della storia, sarà possibile suonare liberamente le canzoni in una modalità esterna alla storia, per allenarsi o migliorare il punteggio che viene dato in base alla prestazione.
Il gioco ha un totale di sei Good Ending, tre Bad Ending e due "scenari".
Dopo aver completato i Good Ending con le tre eroine del gioco nello scenario "Da Capo", sarà disponibile lo scenario "Al Fine". In quest'ultimo la storia è vissuta dal punto di vista di Tortinita, dando risposta a molte delle domande rimaste in sospeso; non vi sono Bad Ending ma solo due Good Ending. Dopo aver concluso questo scenario sarà sbloccato il finale di Phorni, accessibile dallo scenario "Da Capo".

## Sviluppo
Symphonic Rain è stato prodotto dal Kuroneko-san Team, uno dei sette team di sviluppo che costituiscono i Kogado Studio. Fu il terzo gioco di una serie di  "avventure musicali" (ミュージックアドベンチャー?, myūjikku adobenchā) prerogativa del team in questione La direzione artistica e il character design sono stati diretti da Shiro, mentre i fondali sono di Kazuo Ebisawa della Ufotable. Gli scenari del gioco furono scritti interamente da Maoto Nishikawa, accreditato come Q'tron per Symphonic Rain. Le musiche del gioco sono state composte da Ritsuko Okazaki attraverso la compagnia Copyrights Bank, includendo una collaborazione con King Records. Questo fu l'ultimo progetto, così come l'unica visual novel, a coinvolgere Okazaki a causa della sua improvvisa morte nel maggio 2004.

## Media correlati

### Disegni e scrittura
Una collezione intitolata Symphonic Rain Digital Picture Collection fu pubblicato come CD-ROM il 26 agosto 2004 dai Kogado Studio. Un singolo volume manga antologia intitolato La fine della pioggia (雨の終わりに?, Ame no Owari ni) fu commercializzato dai Kogado Studio a Comiket 73 il 29 dicembre 2007 in edizione limitata.
L'antologia contiene quattro capitoli scritti e illustrati da persone differenti. Il primo capitolo "Gli sforzi di Chris: battaglia culinaria" (クリス争奪☆料理合戦?, Kurisu Sōdatsu Ryōri Kassen) è di Sakuya Yūki; il secondo capitolo "Cosa faresti se diventassi più grande?" (おおきくなったら何になる？?, Ōkiku Nattara Nani ni Naru?), è di Mū; il terzo capitolo, "Al Coda", fu scritto da Maoto Nishikawa e illustrato by Shiro, che disegnò anche la copertina; il quarto capitolo, "Agenzia Studio di Musica Difficoltosa di Piova" (なんきょく工房ピォーヴァ出張所?, Nan Kyoku Kōbō Piōva Shucchōjo), è invece di Pen-chan. Nishikawa scrisse inoltre una serie di brevi storie per le cinque eroine di Symphonic Rain disponibile online sul sito ufficiale del gioco.

### Musiche
In Symphonic Rain le dieci canzoni disponibili al giocatore per essere suonate durante il gioco furono introdotte nell'album intitolato Rainbow il 26 maggio 2004 da King Records. Le canzoni sono cantate dalle doppiatrici delle cinque eroine principali del gioco e da Ritsuko Okazaki. Una versione cover dell'album intitolata For RITZ con Okazaki come voce per tutte le canzoni fu pubblicata postuma il 29 dicembre 2004 da King Records. Il disco fu prodotto in memoria di Okazaki e fatto uscire nell'anniversario della nascita, includendo le dieci canzoni del gioco originale e "For Fruits Basket", la canzone della sigla d'apertura della serie anime Fruits Basket.
1. Ritsuko Okazaki – Sora no mukō ni (空の向こうに? lett. "L'altro lato del cielo")
2. Ritsuko Okazaki – Namida ga hō o nagarete mo (涙がほおを流れても? lett. "Anche quando piangi")
3. Mai Nakahara – Himitsu (秘密? lett. "Segreto")
4. Mai Nakahara – Itsudemo hohoemi o (いつでも微笑みを? lett. "Sempre sorridendo")
5. Masumi Asano – Ame no musique (雨のmusique? lett. "La musica della pioggia")
6. Masumi Asano – Melody (メロディー?, Merodī, lett. "Melodia")
7. Fumiko Orikasa – Lycéenne (リセエンヌ?, Riseennu, lett. "Liceale")
8. Fumiko Orikasa – Hello!
9. Hiroko Kasahara – Fay
10. Hiroko Kasahara – I'm always close to you